# Sarceaux
Sarceaux és un municipi francès situat al departament de l'Orne i a la regió de Normandia. L'any 2007 tenia 914 habitants.

## Demografia

### Població
El 2007 la població de fet de Sarceaux era de 914 persones. Hi havia 360 famílies de les quals 56 eren unipersonals (28 homes vivint sols i 28 dones vivint soles), 154 parelles sense fills, 130 parelles amb fills i 20 famílies monoparentals amb fills.
La població ha evolucionat segons el següent gràfic:
Habitants censats

### Habitatges
El 2007 hi havia 378 habitatges, 362 eren l'habitatge principal de la família, 1 era una segona residència i 15 estaven desocupats. 374 eren cases i 3 eren apartaments. Dels 362 habitatges principals, 319 estaven ocupats pels seus propietaris, 38 estaven llogats i ocupats pels llogaters i 5 estaven cedits a títol gratuït; 5 tenien dues cambres, 25 en tenien tres, 107 en tenien quatre i 225 en tenien cinc o més. 293 habitatges disposaven pel capbaix d'una plaça de pàrquing. A 144 habitatges hi havia un automòbil i a 204 n'hi havia dos o més.

### Piràmide de població
La piràmide de població per edats i sexe el 2009 era:
| Homes | Edats   | Dones |
| ----- | ------- | ----- |
| 0     | 95 o +  | 0     |
| 0     | 90 a 94 | 0     |
| 4     | 85 a 89 | 4     |
| 0     | 80 a 84 | 0     |
| 8     | 75 a 79 | 20    |
| 20    | 70 a 74 | 20    |
| 20    | 65 a 69 | 28    |
| 12    | 60 a 64 | 16    |
| 12    | 55 a 59 | 16    |
| 52    | 50 a 54 | 40    |
| 40    | 45 a 49 | 40    |
| 52    | 40 a 44 | 52    |
| 36    | 35 a 39 | 40    |
| 12    | 30 a 34 | 20    |
| 8     | 25 a 29 | 4     |
| 8     | 20 a 24 | 12    |
| 36    | 15 a 19 | 20    |
| 44    | 10 a 14 | 32    |
| 44    | 5 a 9   | 44    |
| 16    | 0 a 4   | 4     |

## Economia
El 2007 la població en edat de treballar era de 619 persones, 434 eren actives i 185 eren inactives. De les 434 persones actives 399 estaven ocupades (200 homes i 199 dones) i 33 estaven aturades (20 homes i 13 dones). De les 185 persones inactives 101 estaven jubilades, 56 estaven estudiant i 28 estaven classificades com a «altres inactius».

### Ingressos
El 2009 a Sarceaux hi havia 353 unitats fiscals que integraven 932,5 persones, la mediana anual d'ingressos fiscals per persona era de 18.313 €.

### Activitats econòmiques
Dels 36 establiments que hi havia el 2007, 2 eren d'empreses extractives, 1 d'una empresa alimentària, 3 d'empreses de fabricació d'altres productes industrials, 9 d'empreses de construcció, 11 d'empreses de comerç i reparació d'automòbils, 2 d'empreses de transport, 1 d'una empresa d'informació i comunicació, 3 d'empreses de serveis, 1 d'una entitat de l'administració pública i 3 d'empreses classificades com a «altres activitats de serveis».
Dels 9 establiments de servei als particulars que hi havia el 2009, 2 eren paletes, 1 guixaire pintor, 2 fusteries, 1 electricista i 3 perruqueries.
Dels 3 establiments comercials que hi havia el 2009, 1 era una fleca, 1 una botiga de mobles i 1 una botiga de material esportiu.
L'any 2000 a Sarceaux hi havia 6 explotacions agrícoles que ocupaven un total de 558 hectàrees.

## Equipaments sanitaris i escolars
L'únic equipament sanitari que hi havia el 2009 era una ambulància.
El 2009 hi havia una escola elemental.

## Poblacions més properes
El següent diagrama mostra les poblacions més properes.